# Jomarie Carmona
Jomarie Carmona (* 3. April 1999) ist eine puerto-ricanische Leichtathletin, die im Siebenkampf und im Kugelstoßen an den Start geht.

## Sportliche Laufbahn
Erste internationale Erfahrungen sammelte Jomarie Carmona im Jahr 2014, als sie bei den Zentralamerika- und Karibikjuniorenmeisterschaften in Morelia mit 4533 Punkten die Goldmedaille im Siebenkampf gewann. 2023 belegte sie bei den NACAC-Mehrkampfmeisterschaften in St. George’s mit 5230 Punkten den vierten Platz und anschließend gelangte sie bei den Zentralamerika- und Karibikspielen in San Salvador mit 4473 Punkten auf den achten Platz.
2023 wurde Carmona puerto-ricanische Meisterin im Kugelstoßen.

## Persönliche Bestleistungen
- Kugelstoßen: 13,48 m, 9. Juni 2023 in Carolina
- Siebenkampf: 5230 Punkte, 28. Mai 2023 in St. George’s